# Berlin U-Bahn
Metroul din Berlin (în germană U-Bahn Berlin) reprezintă sistemul feroviar de tranzitare rapidă din Berlin, Germania, și este o parte majoră a sistemului de transport public al capitalei. Deschis în anul 1902, U-Bahn-ul deservește 170 de stații care sunt răspândite pe nouă linii, cu o lungime totală de 151,7 kilometri (94,3 mile), dintre care 80% este situat în regiuni subterane.
Trenurile circulă cu un interval de la două și cinci minute în orele de vârf, din cinci în cinci minute pe tot parcursul zilei și la fiecare zece minute seara și duminica. Ele parcurg 132 mln. de kilometri (80 mile), transportând 400 de mln. de pasageri anual. Întregul sistem este menținut și exploatat de către compania Berliner Verkehrsbetriebe, cunoscut sub numele de BVG.
Conceput pentru a atenua fluxul de trafic din intrarea și ieșirea din centrul Berlinului, rețelele U-Bahn s-au extins până când orașul o fost divizat în Berlinul de Est și de Vest la sfârșitul celui de al doilea Război Modndial.
Deși inițial sistemul a rămas deschis pentru rezidenții a ambelor părți, construirea zidului Berlinului și ulterior restricțiile impuse de către guvernul german de Est a limitat călătoriiile dincolo de graniță.